# Trump International Hotel and Tower (Vancouver)
O Trump International Hotel e Tower Vancouver é um arranha-céu de 63 andares de 187 metros de altura, localizado no centro de Vancouver, Colúmbia Britânica, Canadá. A torre está localizada na 1151 West Georgia Street e foi concluída em 2016. A Trump Tower é o segundo edifício mais alto da cidade, depois da torre Shangri-La, localizada do outro lado da West Georgia Street.
A torre, projetada pelo arquiteto Arthur Erickson, tem uma forma triangular, girando gradualmente com altura de até 45 graus de baixo para cima. O edifício é descrito como tendo uma forma 'parabolóide hiperbólica'; o design é semelhante ao da Absolute Tower, em Mississauga, Ontário, e do Turning Torso, em Malmö, Suécia. O desenvolvedor, Holborn Group, está buscando a certificação LEED Silver para o edifício. Holborn é apoiado financeiramente por Tony Tiah Thee Kian, presidente da TA Enterprise. O prédio abandonado de nove andares que anteriormente ocupava o local foi demolido.

## Controvérsias envolvendo o nome Trump
Em 15 de dezembro de 2015, o prefeito de Vancouver, Gregor Robertson, escreveu uma carta aos desenvolvedores da Trump Tower Vancouver para remover o nome de Donald Trump do edifício. Robertson afirmou que "o nome e a marca de Trump não têm mais lugar no horizonte de Vancouver do que suas ideias ignorantes no mundo moderno". Uma petição para remover o nome também foi mencionada na carta, com mais de 50.000 moradores manifestando suas preocupações. O primeiro-ministro da Columbia Britânica, Christy Clark, concordou com o movimento, afirmando que "Donald Trump não representa nossa cidade". Movimentos semelhantes ocorreram em Toronto, o que levou ao Trump International Hotel and Tower, Toronto ser comprado para reforma e renomeado em 2017.